# 甲斐庄楠音
甲斐莊楠音（日语：／ Kainoshō Tadaoto，1894年12月23日—1978年6月16日）是一名日本畫家和服裝設計師。他曾以時代劇電影《雨月物語》（1953年）中的服裝設計獲得奧斯卡最佳服裝設計獎提名。

## 外部連結
- 甲斐庄楠音在互联网电影资料库（IMDb）上的資料（英文）